# Карр, Майк (музыкант)
Майкл Энтони Карр (англ. Michael Anthony Carr; 7 декабря 1937, Саут-Шилдс, графство Дарем, Англия — 22 сентября 2017) — английский джазовый органист, вибрафонист и пианист.
Карр родился в Саут-Шилдсе. В 1960-х году он создал в Ньюкасле джазовый квартет, куда также входили саксофонист Гари Кокс, басист Малкольм Сесил и барабанщик Ронни Стивенсон. Позднее к ним присоединился старший брат Майка, трубач Иэн Карр, и коллектив приобрёл название EmCee Five. В 1961 году вышел первый альбом группы. Коллектив получил значительную известность на севере Англии.
В 1963—1965 годах Карр работал в Африке, по возвращении стал играть в группе Nighttimers. В конце 1960-х Карр был частью музыкального трио, в которое входил Джон Маклафлин и кто-то из приглашённых музыкантов. В то же время Карр присоединится к джазовому клубу Ronnie Scott’s в качестве штатного органиста. В 1971—1975 годах он участвовал в концертном турне клуба, в том числе выступал в Карнеги-холле в 1974 году.
В 1970-х годах Карр вместе с собственным джазовым квартетом гастролировал по Европе. Он основал группу Cargo, игравшую джаз-рок, которая в 1982 году выпустила свой дебютный альбом. Также Карр сотрудничал с большим количеством британский исполнителей, игравших джаз и блюд. Творческую деятельность он продолжал до 2000-х годов. Помимо исполнения и написания музыки Карр также занимался продюсированием. Вместе с Робертом Аваи он создал компанию Ahwai Carr Productions.
Скончался 22 сентября 2017 года в возрасте 79 лет.